# Độc Lập, Hưng Hà
Độc Lập là một xã cũ của huyện Hưng Hà, Thái Bình, Việt Nam.

## Địa lý
Quốc lộ 39B chạy cắt ngang xã, phía đông giáp Minh Hòa, phía Nam giáp Hồng Minh, phía tây giáp Sông Hồng và phía Bắc giáp xã Minh Tân.

## Lịch sử
Theo Nghị quyết số 1664/NQ-UBTVQH15 tháng 6 năm 2025, sáp nhập toàn tỉnh Thái Bình vào tỉnh Hưng Yên. Hợp nhất toàn bộ diện tích tự nhiên và dân số của 3 xã thuộc huyện Hưng Hà là Minh Tân, Độc Lập và Hồng An thành xã mới Lê Quý Đôn thuộc huyện Hưng Hà tỉnh Hưng Yên.

## Hành chính
Xã có các làng như: Long Nãi, Phú Vinh, Lộc Thọ, Xuân La, Đồng Phú, Bùi Xá.

## Truyền thống và văn hóa
Là quê hương của nhà bác học nổi tiếng Lê Quý Đôn (Thôn Đồng Phú). Người dân trong xã theo tín ngưỡng dân gian và thờ ông bà tổ tiên. Trên địa bàn xã có hai con đường chính đi qua là QL39B(QL39B chạy cắt ngang xã) và đường đê sông Hông.
Xã có nhiều đền thờ và chùa chiền cổ có trên 100 năm tuổi nên các dịp lễ tết thì hội làng và lễ rước thần vẫn được tổ chức long trọng. Là một xã thuần nông đậm nét của làng quê Việt nên con người nơi đây hồn hậu chất phác, cố kết cộng đồng và sống rất có tình làng nghĩa xóm.
Nhân dân trong xã bao đời có thuyền thống hiếu học, cần cù và yêu nước. Đã có rất nhiều anh hùng liệt sĩ, thương binh đã ra đi từ nơi đây để lại máu thịt trên chiến trường cho hòa bình và thống nhất đất nước trong 2 cuộc kháng chiến chống Pháp và chống Mỹ cứu nước. Là nơi nuôi dưỡng và trú ngụ(hậu phương) cho nhiều gia đình cách mạng Miền Nam Việt nam(sơ tán) trong giai đoạn kháng chiến chống Mỹ cứu nước. Trong xã xuất hiện nhiều nhân tài, nhiều giáo sư tiến sĩ, nhiều nhà nghiên cứu khoa học giỏi, nhiều tướng tá trong lực lượng vũ trang nhân dân, nhiều doanh nhân thành đạt.

## Danh nhân xã Độc Lập
| Tên                 | Sinh thời | Sự nghiệp |
| ------------------- | --------- | --- |
| Đinh Triều Quốc Mẫu | ???-967   | Là thân mẫu Vua Đinh Tiên Hoàng trong lịch sử Việt Nam. Có Lăng mộ và đền thờ tại xã Độc Lập. Khi chồng mất bà đưa con nhỏ Đinh Bộ Lĩnh và đám gia nhân trở về quê hương sinh sống, sau này con bà giành thắng lợi trong việc đánh dẹp loạn 12 sứ quân để lên ngôi Hoàng đế, lập ra triều đại Nhà Đinh và nhà nước Đại Cồ Việt trong lịch sử Việt Nam. Bà được sắc phong là Đinh Triều Quốc Mẫu.. |
| Lê Phú Thứ          | 1694-???  | Đỗ Tiến sĩ năm Bảo Thái thứ 2 (Giáp Thìn, 1721), và làm quan trải đến chức Hình bộ Thượng thư, tước Nghĩa Phái hầu. Cha của Lê Quý Đôn. |
| Lê Quý Đôn          | 1726-1784 | Nhà "bác học lớn của Việt Nam trong thời phong kiến", nhà thơ, làm quan thời Lê trung hưng. Quê thôn Đồng Phú xã Độc Lập. |

## Di tích
- Miếu Lộc Thọ là di tích thờ Đàm Hoàng Thái Hậu Đàm Thị (thân mẫu Vua Đinh) cùng các tướng lĩnh Đinh Điền, Nguyễn Bặc, Lưu Cơ, Phạm Thành đã về làng Lộc Thọ lập căn cứ chống Phạm Phòng Át.[6]
- Đình làng Lộc Thọ tại xã Độc Lập, huyện Hưng Hà, Thái Bình, thờ 4 vị Thành Hoàng làng là các Tướng Đinh Điền, Phạm Thành, Lưu Công, Sát Công đã tận trung với triều Đinh.